# Les Avirons
Les Avirons är en kommun i det franska utomeuropeiska departementet Réunion i Indiska oceanen. År 2022 hade kommunen 11 445 invånare.

## Befolkningsutveckling
Antalet invånare i kommunen Les Avirons
| Referens: INSEE |